# ۱۸۴۹ (میلادی)
۱۸۴۹ (میلادی) هزار و هشتصد و چهل و نه‌مین سال تقویم میلادی است.
در این صفحه وقایع مهم سال ۱۸۴۹ میلادی فهرست شده‌اند.

## وقایع مهم
- کسب اولین دکترای پزشکی یک زن در ایالات متحده توسط الیزابت بلکول.
- آغاز سلطنت ویکتور امانوئل دوم بر ساردنی.
- تأسیس وزارت کشور در آمریکا.
- آغاز ریاست جمهوری زاخاری تیلر بر ایالات متحده آمریکا.
- شیوع بیماری وبا در پاریس.
- اولین چاپ کتاب عجایب المخلوقات و غرایب الموجودات به زبان عربی در شهر لوتنجن.
- آزادی ویلهلم لیبکنشت انقلابی آلمانی، رفیق و دوست نزدیک مارکس از زندان.
- آغاز دوره ریاست جمهوری ناپلئون سوم بر فرانسه.
- تأسیس دانشگاه میشیگان شرقی در ایالات متحده.
- دستگیری فئودور داستایوسکی نویسنده روس به جرم براندازی.

## زادروزها
- زادروز جان ویلیام واترهاوس نقاش بریتانیایی سبک پیشارافائل‌گرایی و نئوکلاسیسیسم.
- زادروز اگوست استریندبرگ داستان کوتاه، رمان و نمایشنامه‌نویس پرکار سوئدی.
- زادروز فلیکس کلاین ریاضیدان برجسته.
- زادروز ایوان پتروویچ پاولف فیزیولوژیست، روانشناس و پزشک روس.
- ۱۸ فوریه – الکساندر کیلند، نویسنده نروژی (د. ۱۹۰۶)
- ۳ مه – برنهارد فن بولو، سیاست‌مدار و دیپلمات آلمانی (د. ۱۹۲۹)
- ۹ ژوئن – مایکل آنکر، نقاش دانمارکی (د. ۱۹۲۷)
- ۲۹ نوامبر – جان آمبروز فلمینگ، مخترع، فیزیک‌دان، و مهندس بریتانیایی (د. ۱۹۴۵)
- ۲۵ دسامبر – نوگی ماره‌سوکه، سیاست‌مدار ژاپنی (د. ۱۹۱۲)

## درگذشت‌ها
- ۷ اکتبر - ادگار آلن پو نویسنده داستان‌های کوتاه، شاعر، نقاد و ویراستار آمریکایی.
- درگذشت شاندر پتوفی شاعر مجارستانی طی جنگ‌های آزادی‌بخش مجارستان.
- درگذشت کاتسوشیکا هوکوسائی نقاش ژاپنی در سبک اوکیوئه.
- درگذشت فردریک شوپن پیانیست و آهنگساز شهیر لهستانی.
- ۲۸ مه - آن برونته نویسنده و شاعر انگلیسی.
- درگذشت محمدعلی پاشا والی مصر.
- درگذشت جیمز ناکس پولک یازدهمین رئیس‌جمهور آمریکا.
- ۸ فوریه – فرانس پرشرن، شاعری اهل اسلوونی که به زبان‌های اسلونیایی و آلمانی شعر می‌سرود (ز. ۱۸۰۰)
- ۲۰ مارس – جیمز موریه، دیپلمات بریتانیایی (ز. ۱۷۸۰)
- ۱۵ ژوئن – جیمز ناکس پولک، سیاست‌مدار آمریکایی (ز. ۱۷۹۵)
- ۳۱ ژوئیه – شاندر پتوفی، شاعر اهل مجارستان (ز. ۱۸۲۳)